# Hyrup Kirke
Hyrup Kirke er en kirke, beliggende højt i landsbyen Hyrup i landskabet Angel i Sydslesvig i den nordtyske delstat Slesvig-Holsten. Kirken er sognekirke i Hyrup Sogn.
Kirken er opført af mursten i begyndelsen af 1200-tallet. I gotisk tid er koret blevet udvidet og hvælvet, men selve skibet har beholdt sit bjælkeloft. I 1500-tallet fik kirken sit nuværende tårn. Våbenhuset ved sydportalen kom til i 1892. Ved kirkens nordvæg er der placeret et seks m. langt gotisk relief fra 1265 med syv udskårne passionsbilleder (den såkaldte Hyruppassion) under kløverbladsbuer, som forestiller Jesu passion med motiverne arrestation, piskning, nedstigning fra korset, begravelse, opstandelse, de tre kvinder ved graven og nedfarten til dødsriget (Jesus i limbo). Kirken er derudover udstyret med et rokokoalter, udført af H. Hansen i 1786. Altertavlen er fra 1400-tallet og illustrerer treenigheden i form af Gud Fader med verdenskuglen, Sønnen og Helligånden med en due i hånden, flankeret af en biskop og ærkeenglen Mikael. Den trefløjede altertavle har oprindelig fungeret som sidealter men blev i 1934 stillet på hovedalteret. Krucifikset over tavlen er fra begyndelsen af 1500-tallet. Den romanske granitdøbefont har rankeudsmykning på kummen og tillægges den danske stenhugger Horder. Formodentlig er den kommet til Slesvig med skibe, som transporterede materiale til opførelsen af Valdemarsmuren i slutningen af 1100-tallet. Prædikestolen fra 1696 er af egetræ, med udskårne figurer og prydet med forgyldte indskrifter. Over prædikestolen er der en lydhimmel. Ved sydvæggen hænger en korsfæstelsesgruppe fra omkring 1500. Orglet er fra 1880. Kirken blev 1855 indvendig restaureret og malet. Den er viet til Jomfru Maria (Vor Frue).
Menigheden er slået sammen med den i Rylskov Sogn, den hører under den lutherske nordtyske landskirke. I den danske periode indtil den 2. Slesvigske krig var kirkesproget blandet dansk-tysk.